# الاقبل (السياني)

تعديل مصدري - تعديل

الاقبل محلة تابعة لقرية الرعاس، التابعة لعزلة هدفان بمديرية السياني إحدى مديريات محافظة إب في الجمهورية اليمنية.، بلغ تعداد سكانها 57 حسب تعداد اليمن لعام 2004.